# Quang Đức
Quang Đức là một xã thuộc huyện Gia Lộc, tỉnh Hải Dương, Việt Nam.

## Địa lý
Xã Quang Đức có diện tích 9,53 km², dân số năm 2022 là 12.776 người, mật độ dân số đạt 1.340 người/km².

## Lịch sử
Ngày 24 tháng 10 năm 2024, Ủy ban Thường vụ Quốc hội ban hành Nghị quyết số 1250/NQ-UBTVQH15 về việc sắp xếp đơn vị hành chính cấp xã của tỉnh Hải Dương giai đoạn 2023 – 2025 (nghị quyết có hiệu lực từ ngày 1 tháng 12 năm 2024). Theo đó, thành lập xã Quang Đức thuộc huyện Gia Lộc trên cơ sở toàn bộ 3,98 km² diện tích tự nhiên, quy mô dân số là 6.734 người của xã Quang Minh và toàn bộ 5,55 km² diện tích tự nhiên, quy mô dân số là 6.042 người của xã Đức Xương.
Xã Quang Đức có 9,53 km² diện tích tự nhiên và quy mô dân số là 12.776 người.